# Provinciale weg 230
De provinciale weg N230 is een weg tussen de A2 bij Maarssen en de A27 bij Groenekan, en vormt het noordelijke deel van de Ring Utrecht. De weg heeft over de gehele lengte gescheiden rijbanen en telt vier rijstroken (2x2).
Het westelijke gedeelte van de N230, de Zuilense Ring tussen de aansluiting met de A2 en het Gandhiplein in Utrecht, is uitgevoerd als een autoweg met in totaal drie ongelijkvloerse aansluitingen en is begin jaren 80 van de twintigste eeuw aangelegd. De Zuilense Ring wordt beheerd door de provincie Utrecht.
Het oostelijke gedeelte van de weg, tussen het Gandhiplein en de A27, kent een maximumsnelheid van 70 km/u en is opengesteld voor verkeer in 1971. Dit traject wordt beheerd door de gemeente Utrecht en telt een drietal verkeerspleinen en een gelijkvloerse kruising, elk met verkeerslichten. Het meest oostelijke verkeersplein leidt, behalve naar de aansluiting op de A27, ook naar de N417.

## Opwaardering naar autosnelweg
In november 2009 is door de betrokken partijen (het rijk en regio) naar buiten gebracht dat de N230 een volwaardige autosnelweg moet gaan worden met een maximumsnelheid van 100 kilometer per uur en ongelijkvloerse kruisingen. De geplande opwaardering maakt deel uit van een groter plan om de bereikbaarheid van Utrecht in de toekomst te waarborgen. Aan de hand van de uitkomsten van de MER zullen de samenwerkende partijen in 2010 besluiten of de gekozen ‘Voorkeursrichting’ volgens plan kan worden uitgevoerd. Pas wanneer het definitieve besluit genomen is, start vanaf 2016 de uitvoering van het project.